# لایونز (ایلینوی)
لایونز (به انگلیسی: Lyons) یک روستا در ایالات متحده آمریکا است که در شهرستان کوک (ایلینوی) واقع شده‌است. لیون ۵٫۸۱ کیلومتر مربع مساحت و ۱۰٬۷۲۹ نفر جمعیت دارد.